# Estádio Joaquim Calmon
Het Estádio Joaquim Calmon is een multifunctioneel stadion in Linhares, een plaats in Brazilië. 
Het stadion wordt vooral gebruikt voor voetbalwedstrijden, de voetbalclub Linhares FC maakt gebruik van dit stadion. In het stadion is plaats voor 2.000 toeschouwers.